# Echinopterys setosa
Echinopterys setosa är en tvåhjärtbladig växtart som beskrevs av T. S. Brandeg.. Echinopterys setosa ingår i släktet Echinopterys och familjen Malpighiaceae. Inga underarter finns listade i Catalogue of Life.